# La Tortue (montagne)
Pour les articles homonymes, voir Tortue (homonymie).
La Tortue est un sommet du massif du Meygal, culminant à 1 329 m d'altitude, dans le Velay en France.

## Toponymie
Le nom désuet du sommet est pey de Montusclat. Pey est une déformation locale du toponyme puy. Montusclat provient de l'occitan mont « montagne » et de l'adjectif usclat « brûlé », désignant ainsi une montagne défrichée par le feu, brûlée.

## Géographie

### Situation
Environnée par la forêt domaniale des Côtes de Gagne, la montagne se trouve entre les communes de Saint-Julien-Chapteuil et Montusclat dans le département de la Haute-Loire.

### Géologie
Le dôme de la Tortue a pris forme avec de la lave moins visqueuse que celle présente lors d'une protrusion. Cet édifice volcanique, alimenté à la base, se dilate comme un ballon, et pendant son expansion latérale, la lave s'effondre sous son propre poids, recouvrant ainsi les éléments de l'éruption.

### Flore
Une lande subalpine abritant Arctostaphylos uva-ursi y a été identifiée.

## Activités

### Protection environnementale
Le sommet fait partie du site Natura 2000 « Sucs du Velay / Meygal » et est répertorié en ZNIEFF de type 2 (« Mézenc - Meygal »), ainsi que dans la ZNIEFF de type 1 (« Suc de la Tortue »), notamment pour son intérêt floristique.

### Escalade
Le site comprend une paroi d'escalade avec des voies allant de 4b à 6b, s'étendant sur une hauteur de 12 à 28 mètres.